# Greig Fraser
Greig Fraser (Melbourne, 3 ottobre 1975) è un direttore della fotografia australiano.

## Filmografia

### Cinema
- Jewboy, regia di Tony Krawitz (2005)
- Out of the Blue, regia di Robert Sarkies (2006)
- Bright Star, regia di Jane Campion (2009)
- Last Ride, regia di Glendyn Ivin (2009)
- Ragazzi miei (The Boys Are Back), regia di Scott Hicks (2009)
- Blood Story (Let Me In), regia di Matt Reeves (2010)
- Cogan - Killing Them Softly (Killing Them Softly), regia di Andrew Dominik (2012)
- Biancaneve e il cacciatore (Snow White and the Huntsman), regia di Rupert Sanders (2012)
- Zero Dark Thirty, regia di Kathryn Bigelow (2012)
- Foxcatcher - Una storia americana (Foxcatcher), regia di Bennett Miller (2014)
- The Gambler, regia di Rupert Wyatt (2014)
- Lion - La strada verso casa (Lion), regia di Garth Davis (2016)
- Rogue One: A Star Wars Story, regia di Gareth Edwards (2016)
- Maria Maddalena (Mary Magdalene), regia di Garth Davis (2018)
- Vice - L'uomo nell'ombra (Vice), regia di Adam McKay (2018)
- Dune, regia di Denis Villeneuve (2021)
- The Batman, regia di Matt Reeves (2022)
- The Creator, regia di Gareth Edwards (2023)
- Dune - Parte due (Dune: Part Two), regia di Denis Villeneuve (2024)

### Televisione
- The Mandalorian - serie TV, 3 episodi (2019)

## Riconoscimenti
Premio Oscar
- 2017 - Candidatura alla miglior fotografia per Lion - La strada verso casa[1]
- 2022 - Miglior fotografia per Dune
- 2025 - Candidatura alla miglior fotografia per Dune - Parte due

American Society of Cinematographers
- 2017 - Miglior fotografia cinematografica per Lion - La strada verso casa[2]
- 2022 - Miglior fotografia cinematografica per Dune
- 2023 - Candidatura alla miglior fotografia cinematografica per The Batman

Australian Academy of Cinema and Television Arts
- 2009 - Candidatura alla miglior fotografia per Last Ride
- 2010 - Miglior fotografia per Bright Star
- 2017 - Miglior fotografia per Lion - La strada verso casa

Australian Cinematographers Society Award
- 2005 - Miglior fotografia per Jewboy

British Academy of Film and Television Arts
- 2017 - Candidatura alla miglior fotografia per Lion - La strada verso casa[3]
- 2022 - Miglior fotografia per Dune
- 2023 - Candidatura alla miglior fotografia per The Batman

British Independent Film Awards
- 2009 - Miglior contributo tecnico per Bright Star[4]

Clio Awards
- 2010 - Candidatura alla miglior fotografia per Anthem[5]

National Society of Film Critics
- 2013 - Candidatura alla miglior fotografia per Zero Dark Thirty[6]

New York Film Critics Circle Awards
- 2012 - Miglior fotografia per Zero Dark Thirty[7]

Primetime Emmy Awards
- 2020 - Candidatura alla miglior fotografia per una serie di mezz'ora per The Mandalorian (episodio 1x07)[8]